# Руски железници
„Руски железници“ АД (на руски: „Российские железные дороги“), пълно наименование Открито акционерно дружество „Руски железници“ (Открытое акционерное общество „Российские железные дороги“; ОАО „РЖД“), е холдингова железопътна компания в Русия, оглавяваща едноименна корпоративна група.
Компанията е държавна собственост на Руската федерация. Дружеството е създадено на 18 септември 2003 г. с постановление № 585 на Правителството на РФ, считано от 1 октомври същата година, когато приема 987 предприятия от Министерството на железопътния транспорт (Министерство путей сообщения). Самото министерство е закрито с указ на президента от 9 март 2004 г.
РЖД дава работа на около 1,2 милиона служители и е сред първите 3 по големина железопътни компании в света.
Общата дължина на железопътните линии, използвани от Руските железници, възлиза на 85 500 km. По дължина на електрифицираните магистрали (43 хил. км) Русия заема първо място в света. РЖД е най-големият транспортен оператор в страната, като държи дял от около 42 % от товарооборота и около 33 % от пътникооборота на транспортната система на РФ.